# 西米翁·库丘克
西米翁·库丘克（羅馬尼亞語：Simion Cuciuc，1941年7月4日—），罗马尼亚前男子皮划艇运动员。他曾代表罗马尼亚参加1964年夏季奥林匹克运动会皮划艇比赛，获得一枚铜牌。